# Jack Doyle
John Glenn Doyle, detto Jack (Indianapolis, 5 maggio 1990), è un ex giocatore di football americano statunitense che  ha militato per tutta la sua carriera professionistica nel ruolo di tight end per gli Indianapolis Colts della National Football League (NFL).
Non selezionato nel Draft NFL 2013, Doyle firmò come undrafted free agent con i Tennessee Titans. Al college ha giocato a football per Western Kentucky

## Carriera universitaria
Doyle frequentò la Western Kentucky University dal 2009 al 2012. Nel 2009, come freshman, partì da titolare in dieci partite. A fine stagione totalizzò 37 ricezioni per 365 yard e un touchdown.
Nel 2010, come sophomore, Doyle partì da titolare in sette partite, nelle quali registrò 20 ricezioni per 224 yard e due touchdown. Un infortunio pose fine alla sua stagione in anticipo.
Nel 2011, come junior, Doyle giocò da titolare in tutte le dodici partite, registrando 52 ricezioni per 614 yard. Fu inserito nella formazione ideale All-Sun Belt.
La stagione 2012, da senior fu la migliore di Doyle. Giocò da titolare tutte le tredici partite, registrò 53 ricezioni per 566 yard e cinque touchdown. Grazie alla sua eccellente stagione, Doyle venne selezionato nella prima formazione ideale All-Sun Belt.

## Carriera professionistica

### Tennessee Titans

#### Stagione 2013
Il 29 agosto 2013, dopo non essere stato selezionato nel Draft NFL 2013, Doyle firmò come undrafted free agent un contratto triennale da 1,49 milioni di dollari con i Tennessee Titans. Durante il ritiro estivo, Doyle dovette competere per il posto di tight end di riserva contro Taylor Thompson, Brandon Barden e Martell Webb. Il 31 agosto 2013, i Titans svincolarono Doyle per aggregarlo alla squadra d'allenamento.

### Indianapolis Colts
Il 1º settembre 2013, gli Indianapolis Colts ingaggiarono Doyle alla prima squadra. Il capo-allenatore Chuck Pagano lo nominò come quarto tight end della formazione per la stagione regolare dopo Dwayne Allen, Coby Fleener e Dominique Jones.
Fece il suo debutto da professionista nella partita contro i Miami Dolphins a causa della mancanza per infortunio di Allen. I Colts persero per 24–20. Il 20 ottobre 2013, nella partita del settimo turno contro i Denver Broncos, Doyle segnò il suo primo touchdown su ricezione in carriera su un passaggio da sette yard dal quarterback Andrew Luck. I Colts vinsero per 39–33. Nel turno successivo venne promosso a primo tight end di riserva dopo Coby Fleener, e partì come titolare per la prima volta in carriera nel nono turno contro gli Houston Texans. Terminò la sua stagione da rookie con 15 presenze, delle quali quattro da titolare, in cui registrò quattro ricezioni per 19 yard.
I Colts terminarono la stagione 2013 classificandosi primi nella AFC South con un record di 11–5. Il 4 gennaio 2014, Doyle apparì nella prima partita nei play-off della sua carriera contro i Kansas City Chiefs nell'AFC Wild Card Game. I Colts vinsero per 45–44. L'11 gennaio 2014, Doyle giocò da titolare per la prima volta in carriera in una partita dei play-off nell'AFC Divisional Round contro i New England Patriots e ebbe una ricezione per sette yard. I Colts vennero sconfitti a 43–22.

#### Stagione 2014
Durante il ritiro estivo del 2014, Doyle dovette competere con Weslye Saunders e Erik Swoope per il ruolo di tight end di riserva. Pagano nominò Doyle come terzo tight end dopo Fleener e Swoope.
Il 15 settembre 2014, nell'incontro del secondo turno contro i Philadelphia Eagles, Doyle registrò due ricezioni per 12 yard e segnò il suo primo touchdown stagionale. I Colts vennero sconfitti per 27–30. Nel diciassettesimo turno contro i Tennessee Titans, Doyle stabilì un record stagionale con quattro ricezioni per 21 yard e un touchdown. I Colts vinsero 27–10. Doyle terminò la stagione con 16 presenze, una da titolare, totalizzando 18 ricezioni per 118 yard e due touchdown. i Colts terminarono la stagione primi nella AFC South con un record di 11–5. Vennero sconfitti nell'AFC Championship Game dai New England Patriots per 45–7.

#### Stagione 2015
Il capo-allenatore Chuck Pagano nominò Doyle come terzo tight end per la stagione 2015, dopo Dwayne Allen e Coby Fleener.
Il 27 settembre 2015, nel terzo turno contro i Tennessee Titans, Doyle stabilì un record stagionale con tre ricezioni per 35 yard. I Colts vinsero 35–33. L'8 novembre 2015, nel nono turno contro i Denver Broncos, Doyle registrò due ricezioni per 18 yard e un touchdown. I Colts vinsero 27–24. Il touchdown su ricezione che segnò in quella partita fu anche il 100º passaggio per touchdown in carriera del quarterback Andrew Luck. Terminò la sua terza stagione con 16 presenze delle quali due da titolare, 12 ricezioni per 72 yard e un touchdown.

#### Stagione 2016
Il 3 marzo 2016, i Colts offrirono il rinnovo del contratto a Doyle che era un restricted free agent. Il 24 aprile 2016, Doyle firmò un contratto per un anno da 1,67 milioni di dollari. Doyle iniziò il ritiro estivo come tight end di riserva, dopo la partenza di Coby Fleener. Il capo-allenatore Chuck Pagano nominò Doyle e Dwayne Allen come tight end titolari per la stagione 2016.
Partì come titolare nella partita inaugurale della stagione contro i Detroit Lions e registrò tre ricezioni per 35 yard e due touchdown. I Colts persero per 39–35. Fu la prima partita in carriera con più di un touchdown segnato per Doyle. Nel settimo turno contro i Tennessee Titans, Doyle stabilì il suo record stagionale con nove ricezioni per 78 yard e un touchdown. I Colts vinsero 34–26. A fine stagione, Doyle giocò in 16 partite, delle quali 14 da titolare, e totalizzò 59 ricezioni per 584 yard e cinque touchdown.

#### Stagione 2017
Il 7 marzo 2017, Doyle firmò un contratto triennale da 18,90 milioni di dollari con i Colts.
Doyle iniziò il ritiro estivo come primo tight end titolare, dopo che Dwayne Allen venne scambiato ai New England Patriots. Il capo-allenatore Chuck Pagano nominò Doyle come tight end titolare per la stagione 2017. Nella partita del quarto turno contro i Seattle Seahawks, Doyle registrò cinque ricezioni per 27 yard; dovette abbandonare la partita nel terzo quarto dopo aver sofferto una commozione cerebrale. I Colts persero 46–18. Dovette rinunciare alla partita del quinto turno contro i San Francisco 49ers a causa di un dolore al collo. Il 29 ottobre 2017, nella partita dell'ottavo turno contro i Cincinnati Bengals, Doyle stabilì il suo record stagionale con 12 ricezioni per 121 yard e un touchdown. I Colts vennero sconfitti per 24–23. Doyle terminò la stagione con 15 presenze da titolare, un record personale di 80 ricezioni per 690 yard e quattro touchdown.
Il 21 gennaio 2018, fu annunciato che Doyle avrebbe partecipato al Pro Bowl 2018 per rimpiazzare il tight end Rob Gronkowski che avrebbe giocato nel Super Bowl LII con i New England Patriots. Doyle diventò il primo giocatore nella storia di Western Kentucky ad essere selezionato per il Pro Bowl.

#### Stagione 2018
Nella stagione 2018 Doyle disputò sei partite, dovendone saltare cinque per un infortunio all'anca, prima di essere ricoverato dopo la partita del dodicesimo turno per un infortunio al rene. Fu inserito nella lista degli infortunati il 26 novembre 2018.

#### Stagione 2019
Nel 2019 Doyle disputò per la prima volta tutte le 16 partite come titolare, terminando con 43 ricezioni per 448 yard e 4 touchdown e venendo convocato per il suo secondo Pro Bowl al posto di Travis Kelce, impegnato nel Super Bowl LIV.

## Palmarès
- Convocazioni al Pro Bowl: 2

2017, 2019

## Statistiche
| Legenda   | Legenda          |
| --------- | ---------------- |
| Grassetto | Record personale |

### Stagione regolare
| Stagione | Squadra  | Partite | Partite | Ricezioni | Ricezioni | Ricezioni | Ricezioni | Ricezioni | Fumble | Fumble |
| Stagione | Squadra  | P       | PT      | Rec       | Yard      | Media     | Max       | TD        | Fum    | Persi  |
| -------- | -------- | ------- | ------- | --------- | --------- | --------- | --------- | --------- | ------ | ------ |
| 2013     | IND      | 15      | 4       | 5         | 19        | 3,8       | 8         | 0         | 0      | 0      |
| 2014     | IND      | 16      | 1       | 18        | 118       | 6,6       | 20        | 2         | 0      | 0      |
| 2015     | IND      | 16      | 2       | 12        | 72        | 6,0       | 19        | 1         | 0      | 0      |
| 2016     | IND      | 16      | 14      | 59        | 584       | 9,9       | 24        | 5         | 1      | 1      |
| 2017     | IND      | 15      | 15      | 80        | 690       | 8,6       | 26        | 4         | 2      | 2      |
| 2018     | IND      | 6       | 6       | 26        | 245       | 9,4       | 20        | 2         | 1      | 1      |
| Carriera | Carriera | 84      | 42      | 200       | 1.728     | 8,6       | 26        | 14        | 4      | 4      |

### Play-off
| Stagione | Squadra  | Partite | Partite | Ricezioni | Ricezioni | Ricezioni | Ricezioni | Ricezioni | Fumble | Fumble |
| Stagione | Squadra  | P       | PT      | Rec       | Yard      | Media     | Max       | TD        | Fum    | Persi  |
| -------- | -------- | ------- | ------- | --------- | --------- | --------- | --------- | --------- | ------ | ------ |
| 2013     | IND      | 2       | 1       | 1         | 7         | 7,0       | 7         | 0         | 0      | 0      |
| 2014     | IND      | 2       | 0       | 6         | 23        | 3,8       | 8         | 0         | 0      | 0      |
| Carriera | Carriera | 4       | 1       | 7         | 30        | 4,3       | 8         | 0         | 0      | 0      |